# Burfjord
Burfjord (nordsamisch: Buvrovuotna oder Burovuonna; kvenisch: Puruvuono) ist eine Ortschaft in der norwegischen Kommune Kvænangen in der Provinz (Fylke) Troms. Der Ort stellt das Verwaltungszentrum von Kvænangen dar und hat 415 Einwohner (Stand: 1. Januar 2024).

## Geografie
Burfjord ist ein sogenannter Tettsted, also eine Ansiedlung, die für statistische Zwecke als eine Ortschaft gewertet wird. Der Ort liegt an der Südküste des Fjords Burfjorden (nordsamisch: Buvrovuonna), der sich vom Norden her in das Land einschneidet und ein östlicher Nebenarm des Fjords Kvænangen ist. In Burfjord mündet der Fluss Storelva (nordsamisch: Burovuonjohka) in den Fjord.

## Wirtschaft und Infrastruktur

### Verkehr
Durch die Ortschaft führt die Europastraße 6 (E6). Richtung Nordwesten stellt diese unter anderem eine Verbindung nach Alta her. Bei Burfjord mündet zudem der aus dem Nordwesten kommende Fylkesvei 7962 in die E6. Der Fylkesvei führt entlang des Westufers des Fjords Burfjorden. Des Weiteren gibt es Bootsverbindungen, die von Burfjord in westlichere Gemeindegebiete führen.

### Wirtschaft
In der Ortschaft ist unter anderem der Tourismus von Bedeutung. Verkauft werden in Burfjord unter anderem Produkte aus samischer Handwerkstradition.

## Name
Der norwegische Name Burfjord wurde vom samischen Namen abgeleitet. Der samische Bestandteil „-vuotna“ bedeutet dabei „Fjord“. Der erste Teil des Namens leitet sich vom samischen Wort buvru (deutsch: Brei) ab und bezieht sich auf den in dem Gebiet vorzufindenden weichen Ton-Untergrund.